# Дойче-Банк-центр
Дойче-Банк-центр (англ. Deutsche Bank Center) — хмарочос змішаного використання побудований компанією The Related Companies у Нью-Йорку. Його дизайн розробив Девід Чалдс з архітектурної фірми Skidmore, Owings & Merrill. Хмарочос складається з двох башт висотою 229 м (750 футів) з'єднаних багатоповерховим атріумом, що містить висококласні роздрібні магазини. Будівництво почалося в листопаді 2000 року після зносу хмарочосу Нью-Йорк Колізей, і церемонія відкриття відбулася 27 лютого 2003 року.